# 蔣經國國際學術交流基金會
財團法人蔣經國國際學術交流基金會（英語：Chiang Ching-kuo Foundation for International Scholarly Exchange）成立於1989年1月12日，是中華民國政府與民間共同捐助成立的基金會，名稱是為了紀念中華民國第六、七任的總統蔣經國。成立目的是獎勵支持學術機構與學者從事中華文化的研究，進行交流合作。現任董事長為前監察院長錢復、執行長為國立政治大學外交系特聘教授陳純一。

## 歷史
蔣經國國際學術交流基金會於1989年1月12日正式成立，是中華民國第一個面向國際的學術獎助機構，由政府與民間共同捐助成立。
基金會於2006年1月和香港中文大學合作，成立香港中文大學「蔣經國基金會」亞太漢學中心，是基金會第三所海外漢學研究中心，亦是該基金會於整個亞太區的第一所漢學研究中心。中心宗旨為促進兩岸三地、亞太區以至國際間的漢學研究與中國研究。該中心設於香港中文大學中國文化研究所內。

## 外部連結
- （繁體中文） 蔣經國基金會 （页面存档备份，存于）